# Боздоський парк
Бо́здоський парк — парк-пам'ятка садово-паркового мистецтва місцевого значення в Україні. Розташований у межах міста Ужгорода Закарпатської області, на Слов'янській набережній (лівий берег Ужа). 
Площа 50 га. Статус надано згідно з рішенням облвиконкому від 18.11.1969 року № 414 (доповнення: ріш. ОВК від 25.07.1972 року № 243, ріш. ОВК від 23.10.1984 року № 253 [збільшення площі], ріш. облради від 04.12.2008 року № 708, ріш. облради від 26.05.2011 року № 220). Перебуває у віданні дирекції парку. 
Статус надано з метою збереження парку, закладеного 1954 року. У парку є три зони: зелені насадження, атракціони і господарські споруди. Зростають дерева місцевих і завезених видів, зокрема клени, ясени, а також софора японська, робінія, катальпа тощо.

## Галерея

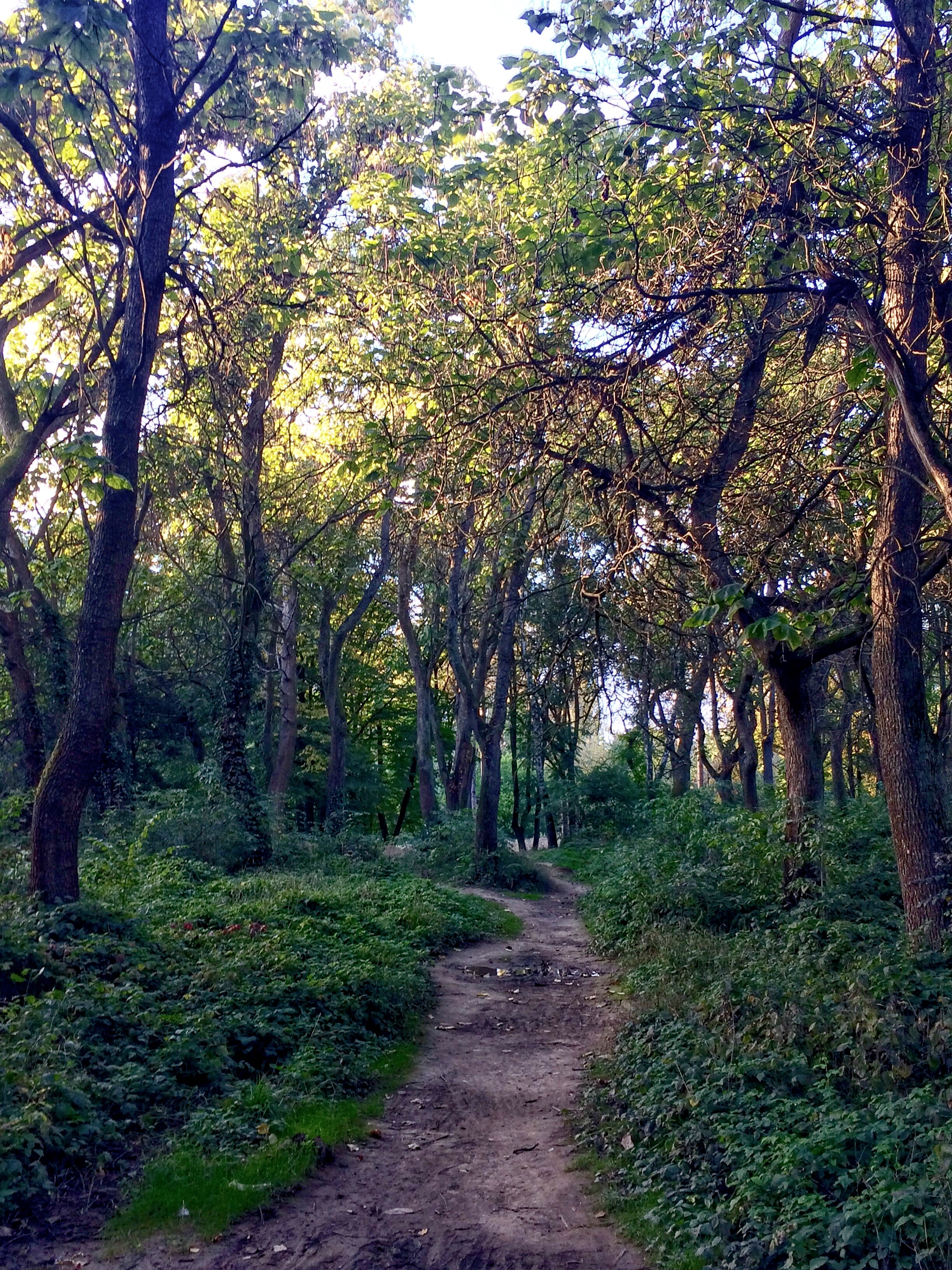
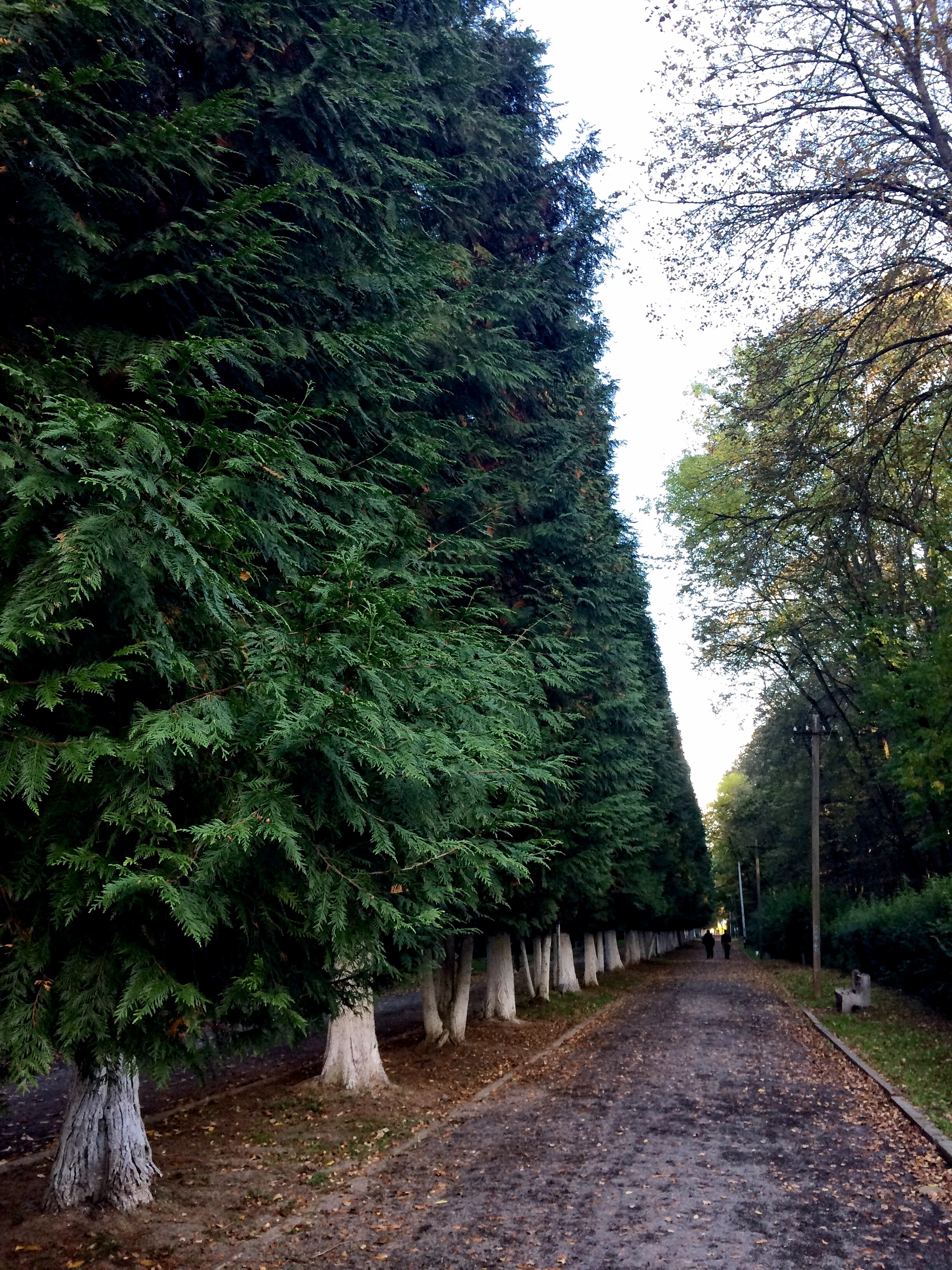
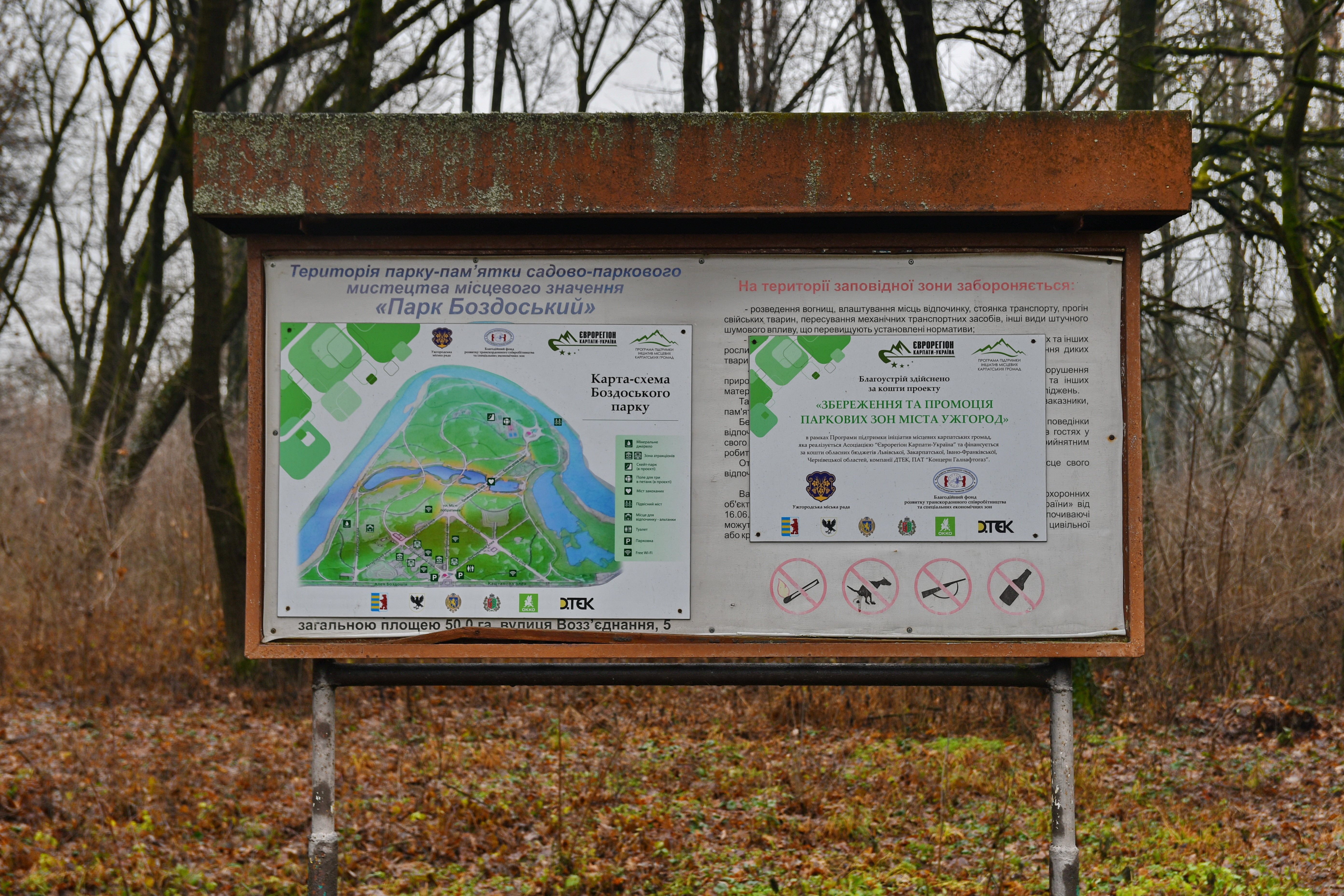
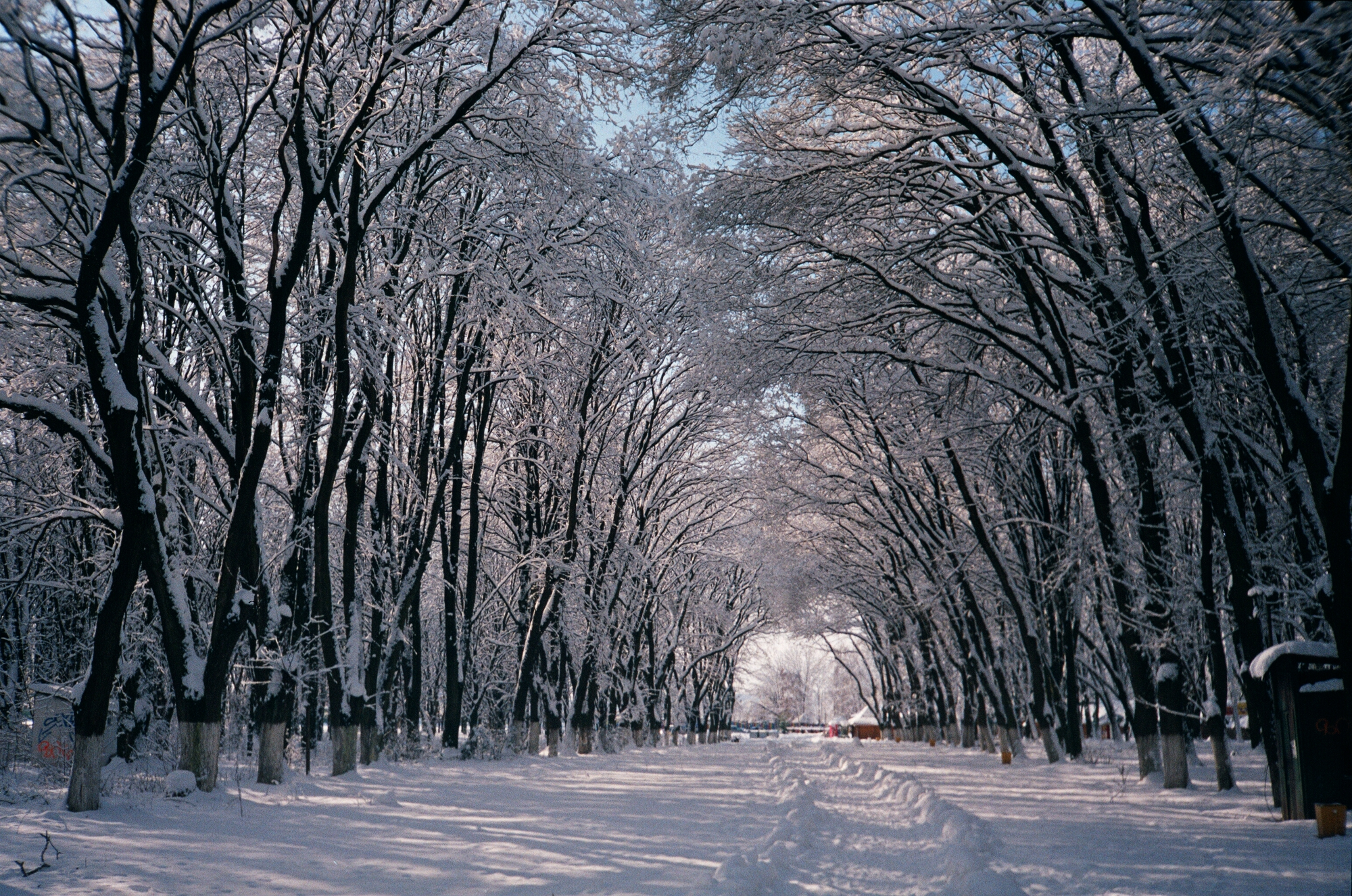
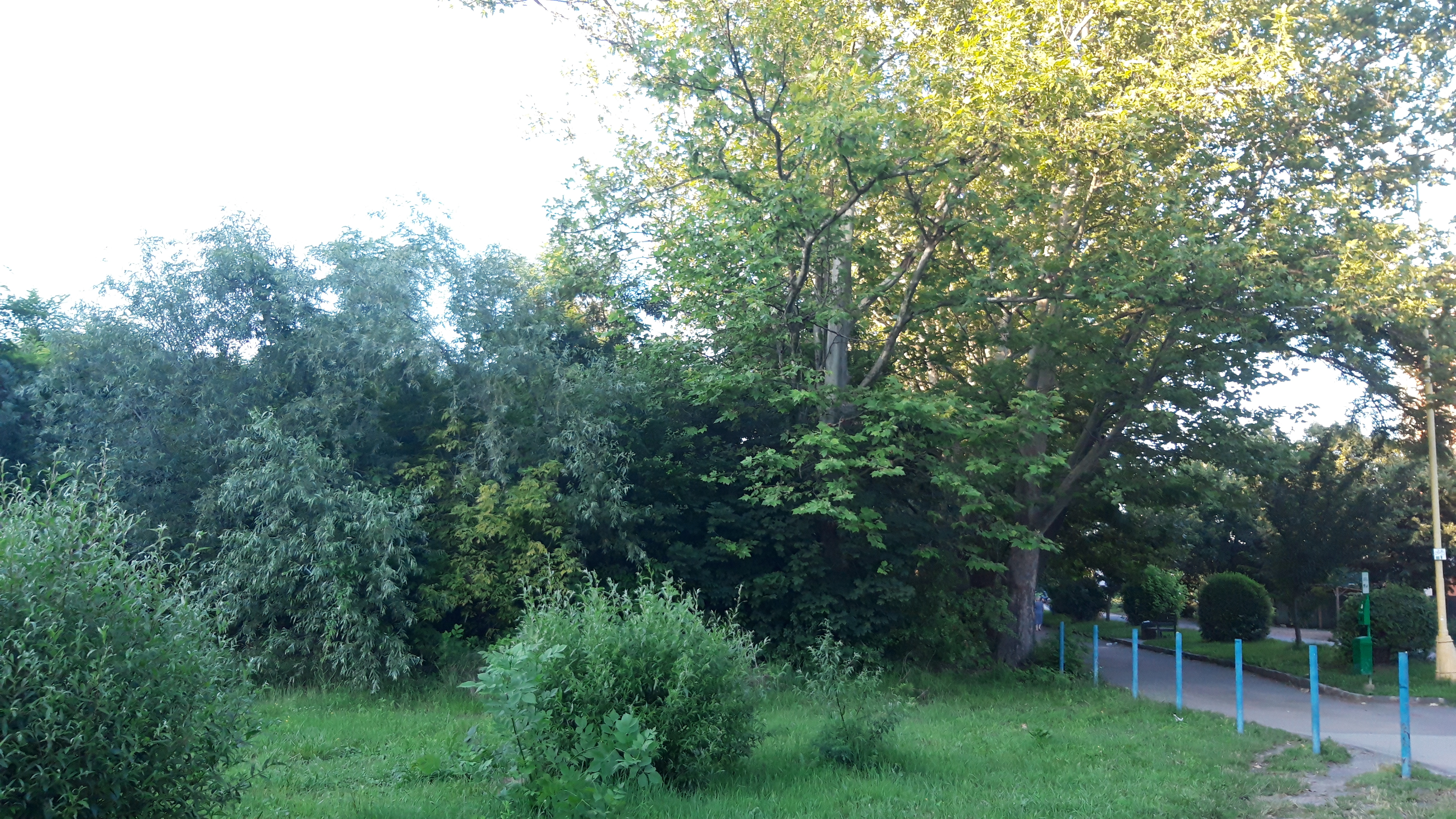
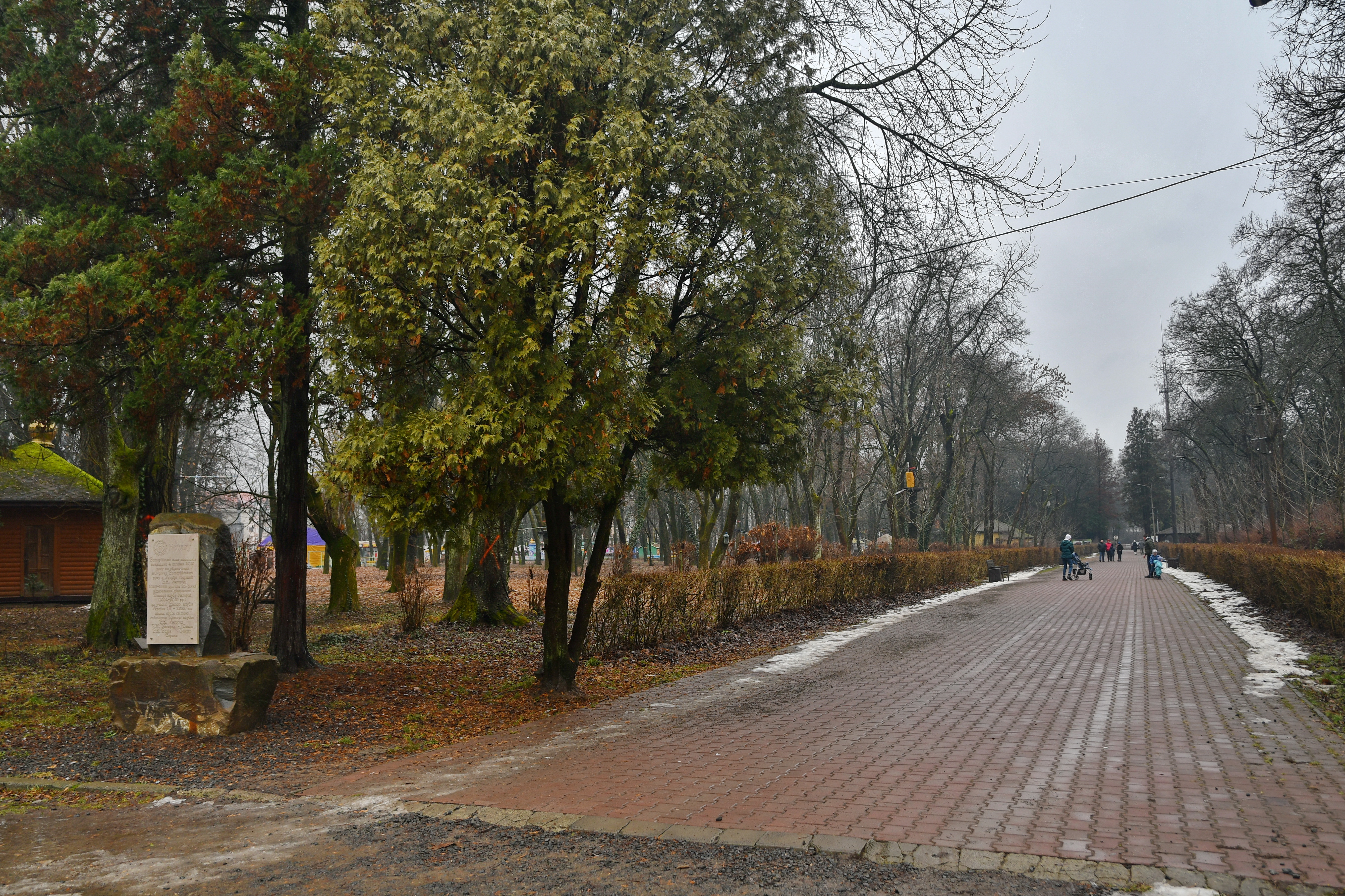
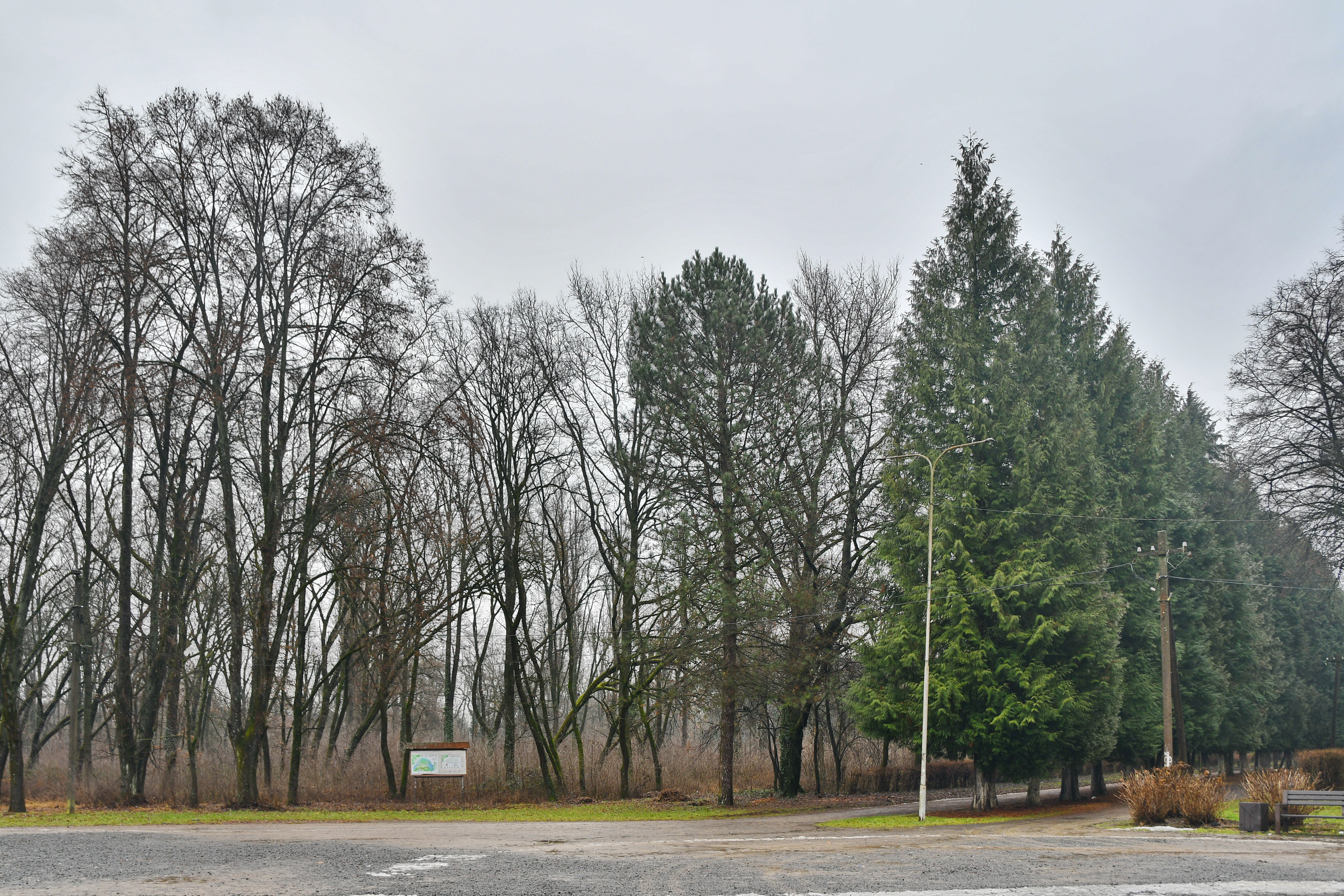
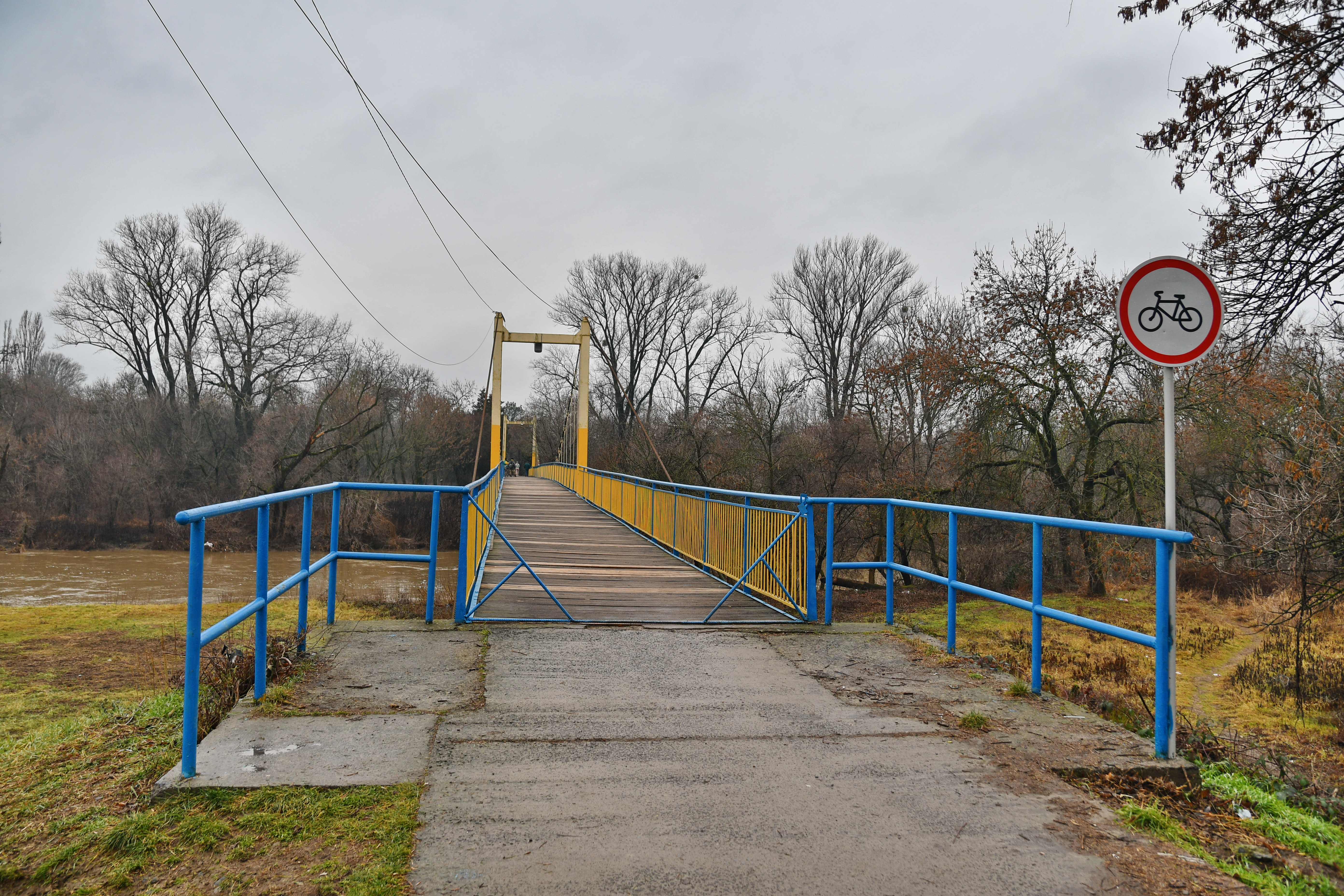
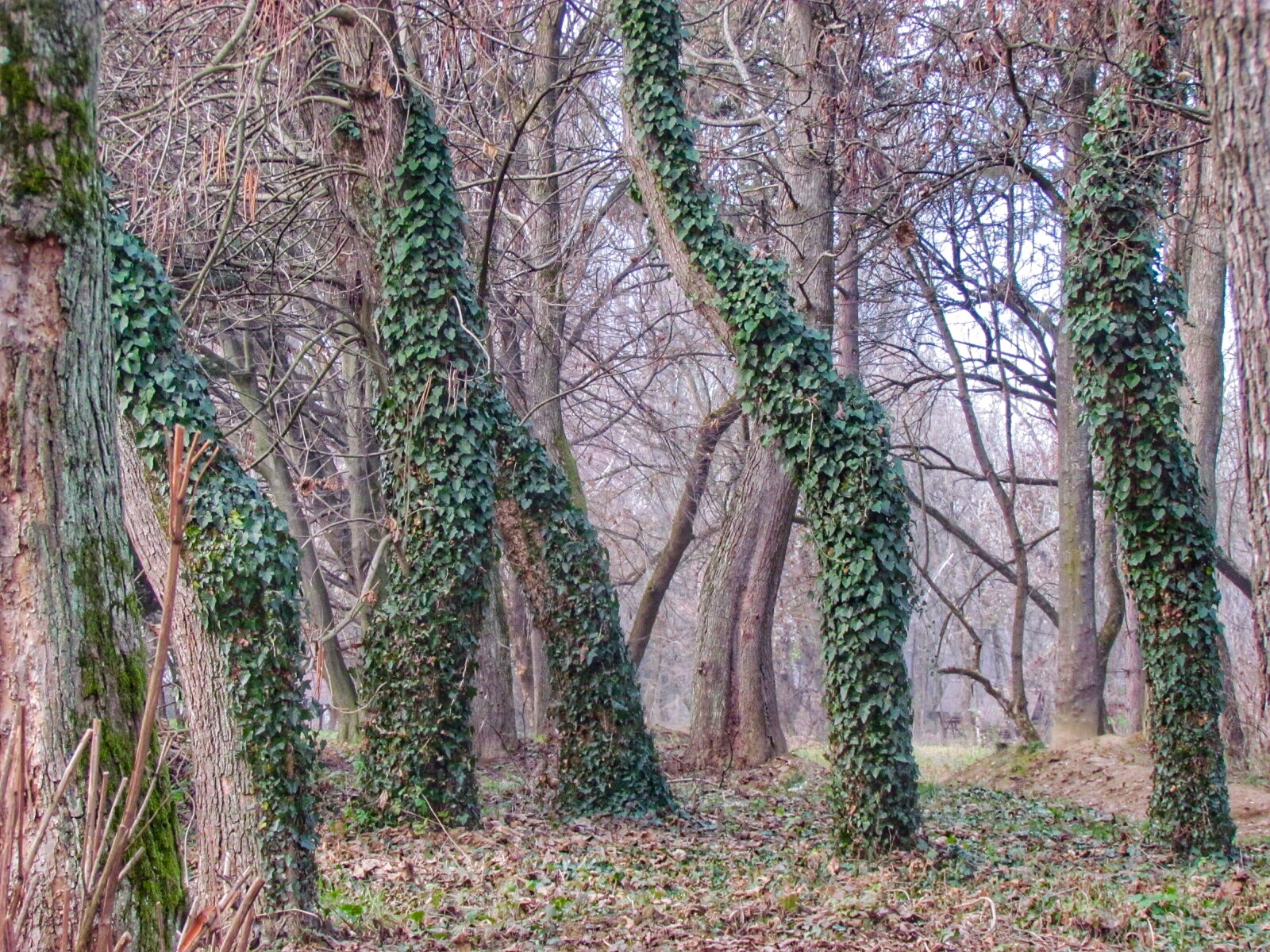
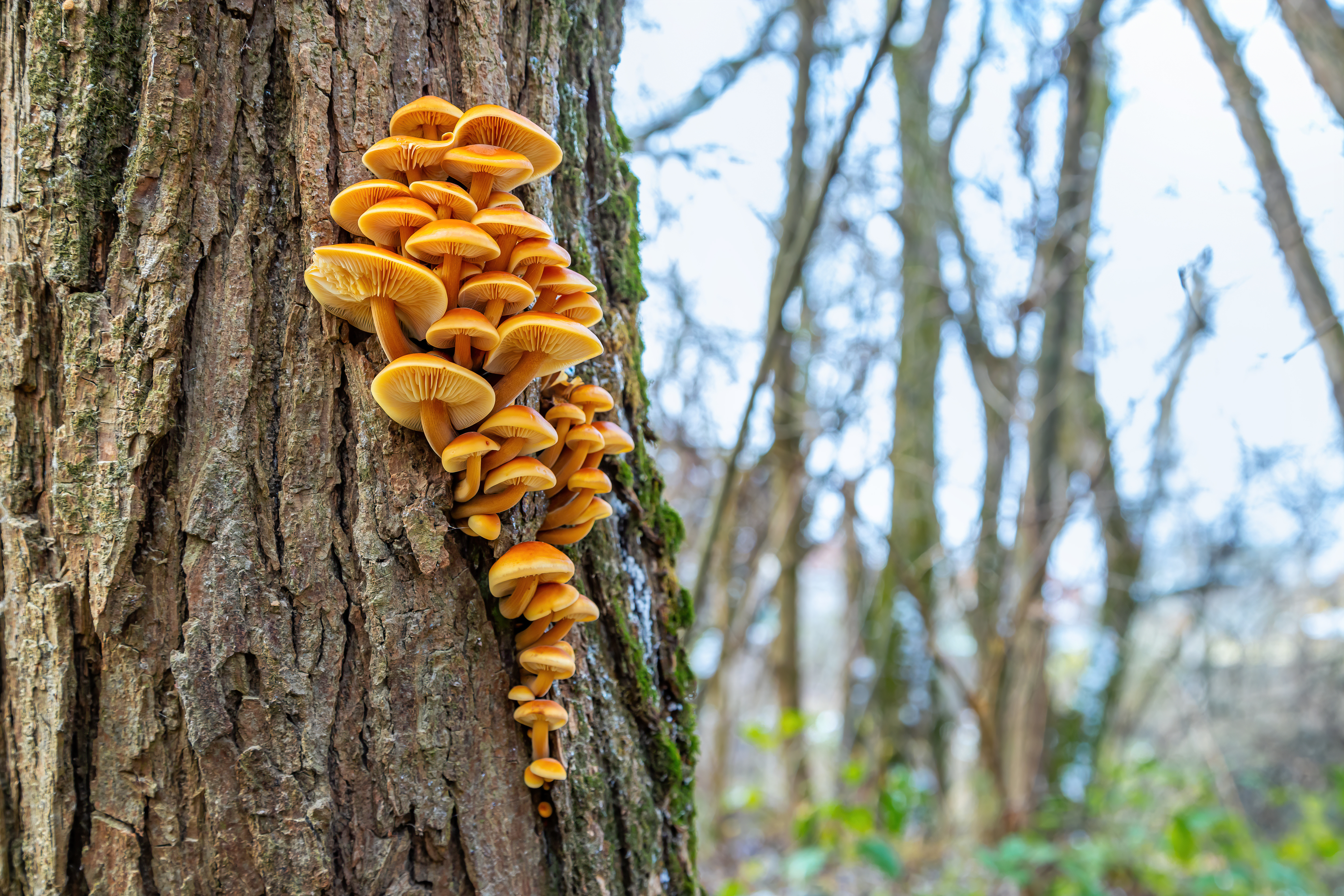
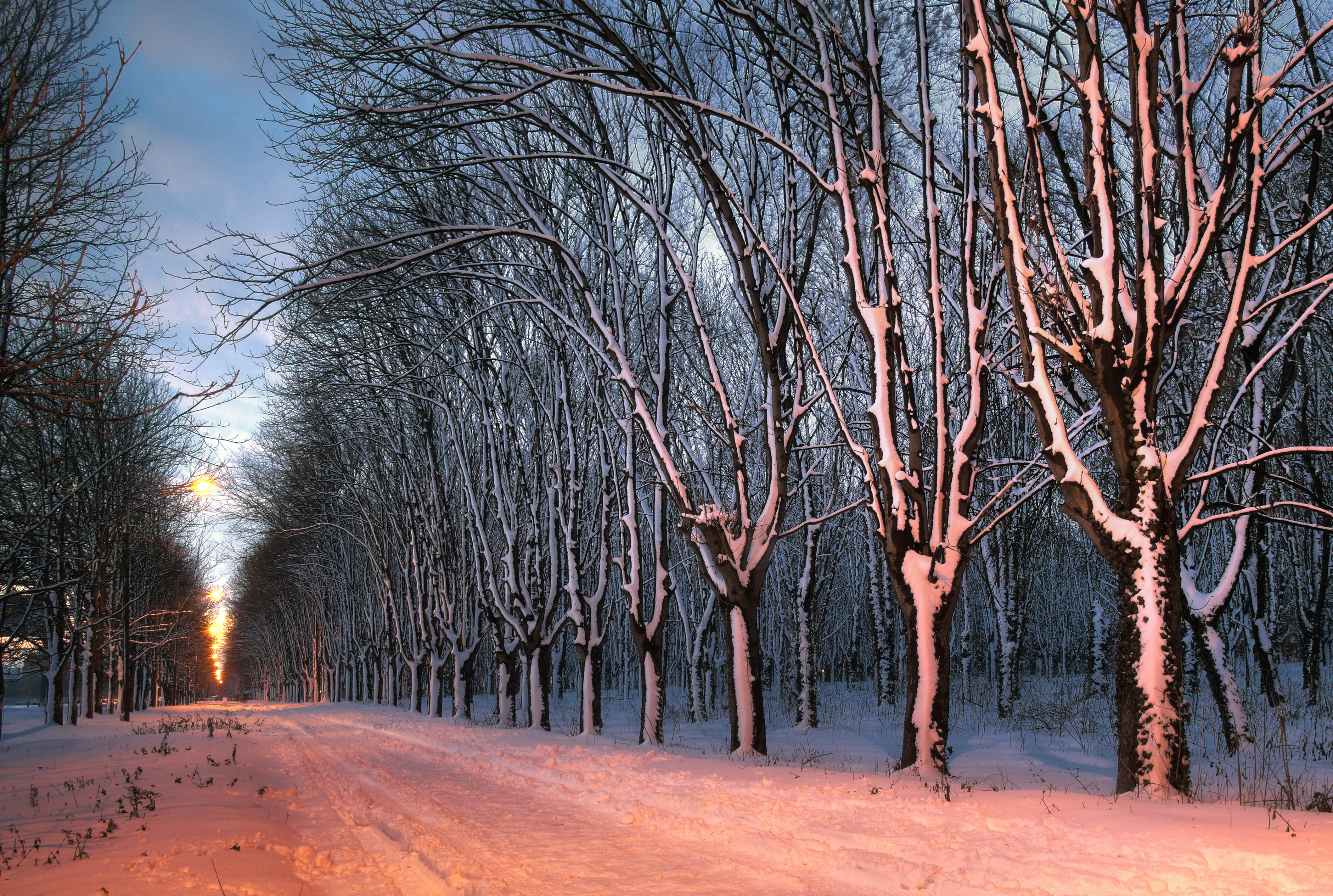